# Petar Brzica
Petar "Pare" Brzica (nascut el 1917) fou un ústaixa de l'Estat independent de Croàcia (NDH) durant la Segona Guerra Mundial, guàrdia del camp de concentració de Jasenovac, on van ser exterminats nombrosos opositors, serbis, jueus i gitanos. Abans de la guerra va estudiar al Col·legi franciscà de Siroki Brijeg, a Hercegovina, i era membre de la Gran Germandat de Croats.
Va estudiar Dret a Zagreb, on es va convertir en membre de les joventuts ústaixes, arribant al grau de tinent dins el règim titella nazi de l'Estat independent de Croàcia.
Històricament és conegut com un dels responsables del camp de Jasenovac. Alguns testimonis de les seves accions narren que el març de 1943 va colpejar a un pres fins a la mort, o que va guanyar un "concurs" entre els oficials del camp, usant un ganivet de fulla corba (srbosjek), per matar el màxim nombre de presoners. Brzica hauria matat unes 1.300 persones en una nit. El Pare Brzica va rebre un rellotge d'or, una vaixella de plata, un garrí rostit i vi, entre altres articles com a premi per guanyar el concurs, i va ser anomenat "Rei dels tallacolls". Mai va ser processat per les seves activitats.